# داني كوفرمانس
داني كوفرمانس (بالهولندية: Danny Koevermans)‏ (1 نوفمبر 1978 سخيدام هولندا - ) هو لاعب كرة قدم هولندي، يلعب كمهاجم.

## وصلات خارجية
داني كوفرمانس على موقع الاتحاد الأوربي (الإنجليزية)
- داني كوفرمانس على موقع الدوري الأمريكي (الإنجليزية)
- داني كوفرمانس على موقع قاعدة بيانات كرة القدم.إي يو (الإنجليزية)
- داني كوفرمانس على موقع بيانات كرة القدم. دي إي (الألمانية)
- داني كوفرمانس على موقع ناشيونال فوتبول تيمز (الإنجليزية)
- داني كوفرمانس على موقع Soccerway.com (الإنجليزية)
- داني كوفرمانس على موقع عالم كرة القدم.نت (الإنجليزية)